# Gråtrast
Gråtrast (Turdus unicolor) är en asiatisk tätting i familjen trastar som häckar i Himalaya. Ett enda fynd har gjorts i Europa, på tyska ön Helgoland 1932.

## Utseende
Gråtrasten gör skäl för sitt både sitt svenska och vetenskapliga namn med sin enfärgat grå fjäderdräkt (unicolor är latin för "enfärgad"). Den är en relativt liten trast, 21 centimeter lång. Hanen är blekt blågrå med vitaktig buk och undergump. Honan och unghanen har blek strupe, mustaschstreck och ofta fläckigt bröst. Båda könen har gul näbb.

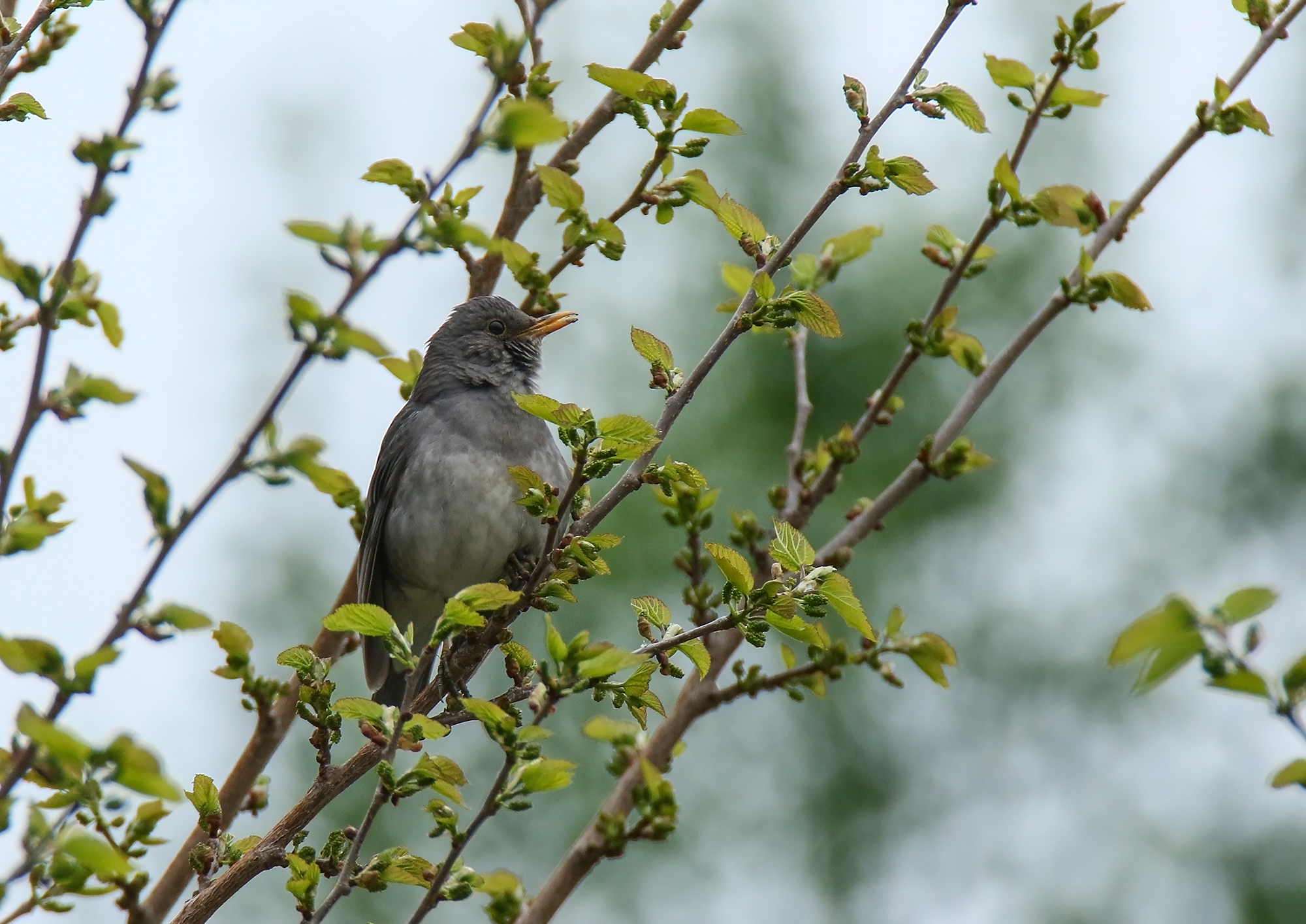
Hane.

## Läte
Hanen sång hörs från en upphöjd sittplats under hela häckningsperioden, ofta också mitt på dagen. Den består av en lugn serie med korta fraser, bestående av böjda och stammande toner. Den anses vara svagare och mindre musikalisk än kastanjetrasten med upprepade två- eller trestaviga fraser, men regionala varianter kan vara mer melodiska och mindre monotona. Bland lätena hörs högljudda "juk-juk", tjattrande avstannande "juh’juk-juk, juk" samt korta och ljusa sträva ljud.

## Utbredning
Fågeln häckar i Himalaya från Kashmir till Nepal och övervintrar på södra Indiska halvön. Den är en mycket sällsynt gäst i Europa, med ett enda fynd av en hane på tyska ön Helgoland 15 oktober 1932. Ett fynd rapporterad även från Malta har inte bekräftats. Den har även setts i Afghanistan.

## Systematik
Genetiska studier visar att gråtrasten är närmast släkt med en några likartade små asiatiska trastar, allra närmast svartbröstad trast (Turdus dissimilis), på lite längre håll svartvit trast (T. cardis) och gråryggig trast (T. hortulorum). Den behandlas som monotypisk, det vill säga att den inte delas in i några underarter.

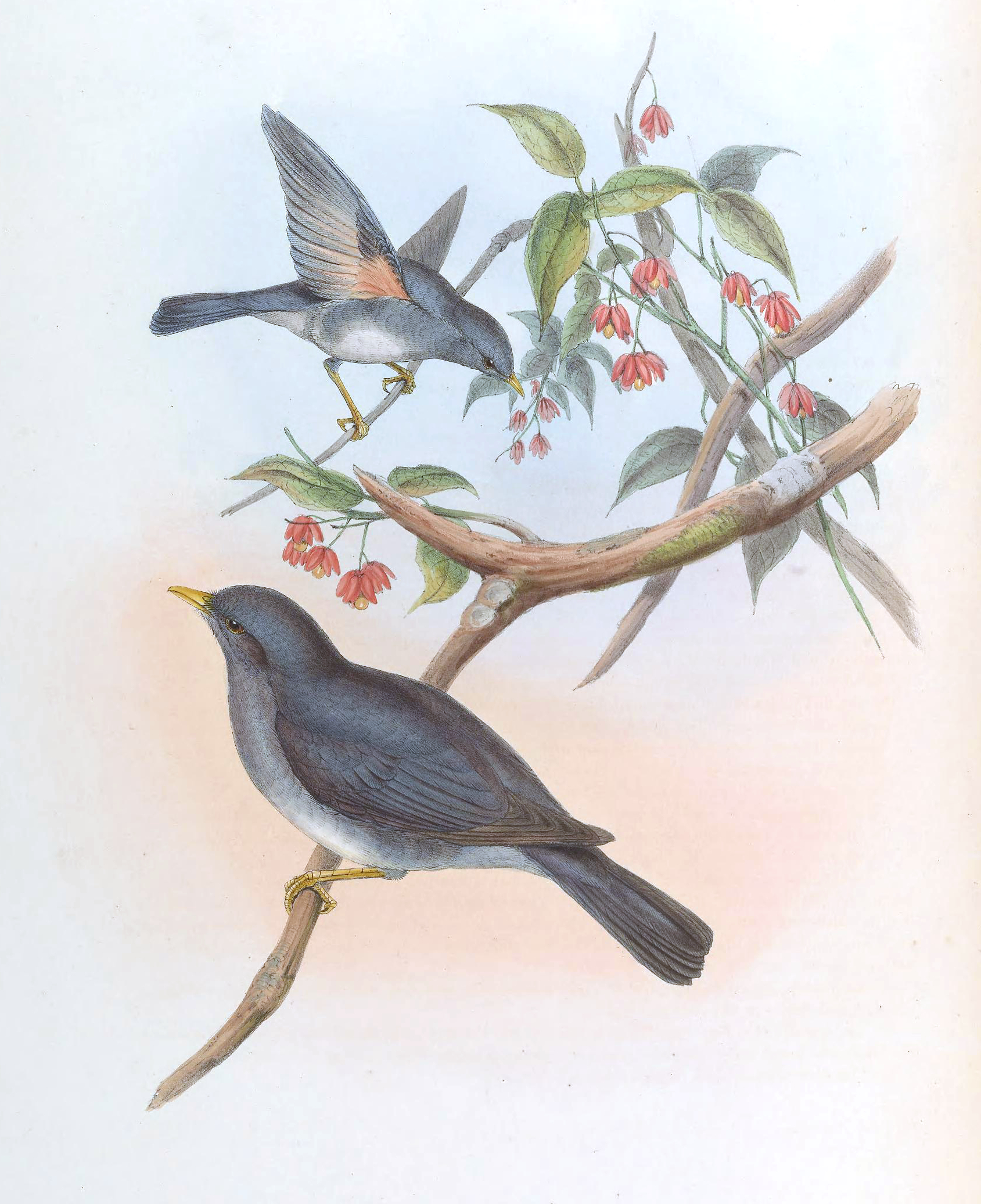

## Ekologi
Gråtrasten häckar 1 200–2 400 meter över havet i öppen bergslövskog , i exempelvis blandskog med tallarten Pinus roxburghii och öppen deodarskog (Cedrus deodara), men även pillundar, trädgårdar och fruktträdodlingar. Den lever av maskar, insekter och frukt.
Fågeln häckar mellan april och augusti, huvudsakligen i maj-juni. Den lägger troligtvis två kullar á tre till fem ägg i en djup skål som placeras sju till nio meter upp i en trädklyka eller mot stammen av till exempel ett mullbärsträd, poppelträd eller ett hamlat pilträd. Äggen ruvas i 13–14 dagar.

## Status och hot
Arten har ett stort utbredningsområde, men tros minska i antal, dock inte tillräckligt kraftigt för att den ska betraktas som hotad. Internationella naturvårdsunionen IUCN listar arten som livskraftig (LC).